# Xiskya Valladares
Xiskya Valladares, conocida como la "Monja tuitera" (León, Nicaragua, 28 de febrero de 1969) es una religiosa nicaragüense, de la congregación Pureza de María, radicada en España y colaboradora en medios periodísticos, filóloga, fotógrafa y cofundadora de iMisión.

## Datos biográficos
Valladares nació en Nicaragua en la ciudad de León; su padre es médico cardiólogo y su madre abogada.

### Estudios
Es Licenciada en Filología Hispánica por la Universidad de Barcelona, en la misma universidad hizo un máster en Dirección y Gestión de Centros Educativos, después hizo un máster oficial en Periodismo en la universidad (CEU San Pablo); y es doctora en Comunicación por esa misma universidad. Tiene, además, estudios de Ciencias Religiosas realizados en el Instituto Regina Mundi (Roma) y la Facultad de Teología de Granada.
Dirige la revista Mater Purissima de la Congregación Pureza de María, además de colaborar para la Revista Magnificat, el diario El Mundo, la revista “Palabra" y fue columnista semanal en The Objective[cita requerida] y Neupic.

### iMisión
iMisión es una organización católica que integra personas voluntarias para la propagación del evangelio en las redes sociales; fue fundado por el entonces sacerdote marianista Daniel Pajuelo y Xiskya. El objetivo de iMisión era crear una red de evangelización católica (iMisioneros), en las redes sociales; en el 2014 realizó el I Congreso Internacional sobre evangelización digital en Madrid.

## Libros
En 2013 escribió #Arezaryadormir, 99 tuits para la esperanza y el futuro. El título es el hashtag que utiliza la religiosa en la noche en Twitter donde escribe palabras de ánimo, entusiasmo y esperanza, suelen ser frases de variados autores. En 2016 publicó Buenas prácticas para evangelizar en Twitter. En 2017 publicó Buenas prácticas para evangelizar en Facebook.

## Controversias
Ha reformulado la idea de que la homosexualidad no es pecado descartando que esta tendencia es intrínsecamente perversa , situación en contra de la creencia milenaria de la Iglesia Católica, y la interpretación de la carta de San Pablo, comentado por el comunicador católico Alberto Bermúdez https://www.preguntasdefe.com/la-hermana-xiskya-y-la-homosexualidad/